# Ahmed Metwaly
Ahmed Metwaly (in arabo احمد متولي‎?; Alessandria d'Egitto, 15 febbraio 1997) è un cestista egiziano.

## Carriera
Con l'Egitto ha disputato i Campionati africani del 2021.